# 民間人出入統制区域

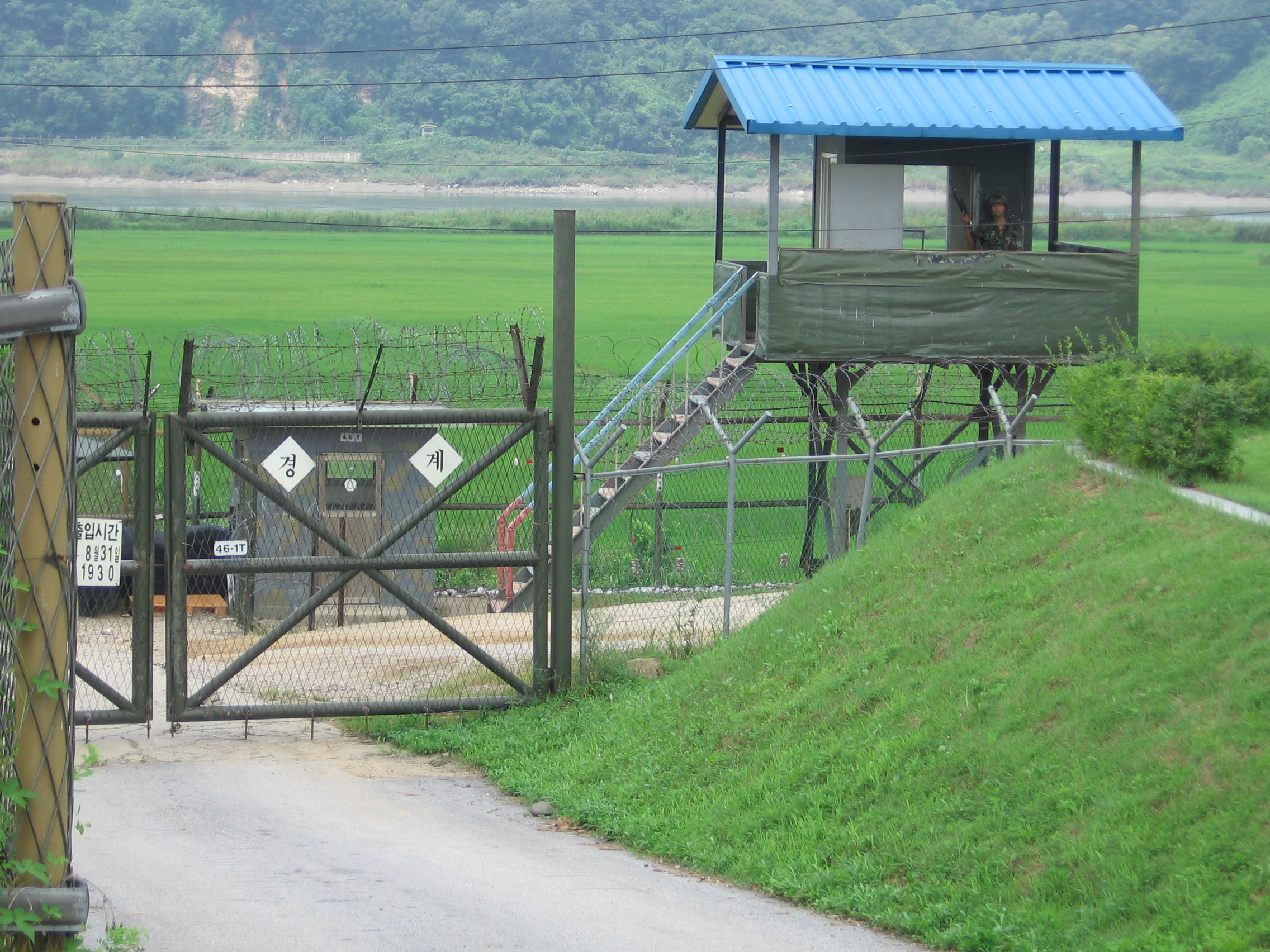
民統線の検問所

民間人出入統制区域（みんかんじんしゅつにゅうとうせいくいき、英: Civilian Control Zone(CCZ)、朝鮮語: 민간인 출입 통제구역 / 民間人出入統制區域）は、朝鮮半島の軍事境界線に沿って設定されている非武装地帯（DMZ）の南方限界線以南、およそ5 - 10キロメートル（km）に設定されている、民間人の立ち入りを規制している緩衝地帯である。民間人統制区域とも呼ばれる。
民間人出入統制区域と一般区域との境界は民間人出入統制線（みんかんじんしゅつにゅうとうせいせん、Civilian Control Line、민간인 출입 통제선）と呼ばれ、民間人統制線、民統線（みんとうせん、CCL、민통선）と略称される。

## 概要
民間人出入統制線は、朝鮮戦争休戦後の1954年2月に軍事境界線付近の保安のため、アメリカ陸軍が境界線付近の住民が帰ってくる事を規制する帰農線（きのうせん、귀농선）を画定したことに始まる。その後、この地域の警備を引き継いだ韓国軍により、軍作戦や警備に支障の無い範囲で居住の伴う営農が許可され、1958年6月に民間人出入統制線と改称した。
この規制線は、有刺鉄線を張り巡らせるなどして一般の交通を物理的に規制しており、決められた検問所以外からの出入りは禁止されている。このため、この事情を良く知らない観光客は、目の前の鉄条網を見て反対側は、すぐに北側地域ではないかと誤認識することがしばしばある。実際には観光客が南側から北側地域に近づけるエリアは非常に限られており、通常は非武装中立地帯と民間人出入統制区域の二重の緩衝地帯によって、距離があることから肉眼で見えないばかりか近づくこともできない。ただし、共同警備区域などの特殊地域、南北が直接面している河川や海上、特別に許可された場合のみ通行できる鉄道や道路からは実際の南北の境界線を臨むことも可能である。
この区域は韓国側が自主的に設けている地域であり、非武装中立地帯の外側、つまり非武装である必要が無いため、韓国陸軍部隊が駐屯し多くの軍事施設が設置されており、特に地雷が多く埋設されている。また、台城洞等、朝鮮戦争休戦前から土地があるなどの理由で、特別に居住している住民も存在する。1980年代から主に退役軍人らが開墾を始めて入植した屯田兵のような場所もある。
民統線を越えて区域に入る場合、多くは限られたルートのみであり、入域には検問所での手続きが必要である。区域内に居住している住民・軍人などの関係者以外は、厳格に指定された観光用ルートのみ、事前手続きを持って入域することが可能である。なお、唯一臨津閣にある自由の橋（スカイウォーク）は、民間人出入統制区域に跨がって掛けられているが、橋の上でのみ観光客は事前許可の必要無く自由に往来することができる。
当該区域内では軍事作戦および警備に支障のない範囲で民間人の営農のための土地利用が許可されるが、耕作権を除く土地所有権の行使、地域内の出入りや行動など、国民の自由と基本権が国家安全保障上の必要性のため制限されている代わりに、区域内の住民には納税・兵役の義務が免除されている。

## 範囲
江原特別自治道の鉄原郡・華川郡・楊口郡・麟蹄郡・高城郡と京畿道の漣川郡・坡州市・金浦市、仁川広域市の江華郡など、1広域市・1道・1特別自治道、9市・郡、24邑・面、213里（民間人非居住地域を含む）にわたっている。これまで4度に渡って北へ向かって縮小しており、近年も更なる縮小が検討されている。